# Educating Rita
Educating Rita (br: O Despertar de Rita; pt: A Educação de Rita) é um filme britânico de 1983, do gênero comédia dramática, dirigido por Lewis Gilbert e com roteiro de Willy Russell, baseado em peça teatral de sua autoria.

## Sinopse
Conta a história de Frank (Michael Caine), um professor universitário desencantado com a vida e grande apreciador de uísque. Por sua vez, Rita (Julie Walters) é uma cabeleireira simplória que está se empenhando em aprender.

## Elenco
- Michael Caine .... Dr. Frank Bryant
- Julie Walters .... Rita (Susan)
- Michael Williams .... Brian
- Maureen Lipman .... Trish
- Jeananne Crowley .... Julia
- Malcolm Douglas .... Denny
- Godfrey Quigley .... pai de Rita
- Dearbhla Molloy .... Elaine
- Patrick Daly .... Bursar

## Principais prêmios e indicações
Oscar 1984 (Estados Unidos)
- Indicado nas categorias de melhor ator (Michael Caine), melhor atriz (Julie Walters) e melhor roteiro adaptado.

BAFTA 1984 (Reino Unido)
- Venceu na categorias de melhor ator (Michael Caine), melhor atriz (Julie Walters) e melhor filme.
- Indicado nas categorias de melhor roteiro adaptado, melhor atriz coadjuvante (Maureen Lipman) e melhor estreante em cinema (Julie Walters).

Globo de Ouro 1984 (Estados Unidos)
- Venceu nas categorias de melhor ator de cinema - comédia/musical (Michael Caine) e melhor atriz de cinema - comédia/musical (Julie Walters).
- Indicado nas categorias de melhor filme estrangeiro e melhor roteiro de cinema.